# Death Knights of Krynn
Death Knights of Krynn est un jeu vidéo de rôle développé et publié par Strategic Simulations (SSI) en 1991 sur Amiga, Commodore 64 et  MS-DOS. Le jeu est basé sur le jeu de rôle médiéval-fantastique Donjons et Dragons, publié par TSR. Il est le deuxième volet d’une trilogie, se déroulant dans l’univers de Lancedragon et utilisant le moteur de jeu Gold Box, et fait suite à Champions of Krynn dont il reprend à l'identique le système de jeu. 
Il a bénéficié d'une suite, baptisé The Dark Queen of Krynn, qui est publié en 1992.

## Système de jeu
Comme celui de Champions of Krynn, le gameplay de Death Knights of Krynn est identique à celui de la série de jeux Gold Box se déroulant dans l'univers des Royaumes oubliés : Pool of Radiance, Curse of the Azure Bonds, Secret of the Silver Blades et Pools of Darkness. Le jeu démarre par la sélection de vos personnages de jeu. Vous avez le choix entre les importer depuis le précédent opus. Ou alors, vous choisissez de les créer. En cas de création, le joueur doit sélectionner une race et une classe pour chacun de ses héros, pendant que les caractéristiques (force, dextérité, constitution, intelligence, sagesse et charisme) sont générées aléatoirement. Des races propres à l'univers Lancedragon sont disponibles : nain des collines ou des montagnes et même Kender. Enfin, les personnages créés peuvent être exportés vers The Dark Queen of Krynn, le dernier volet de la saga.

## Équipe de développement
- Développement : Ken Humphries, Dave Shelley
- Programmation : Russ Brown
- Code des rencontres : Rhonda Gilbert, Carolyn Bickford, Cyrus Harris, Terrea Thompson, Ken Eklund, Gary Shockley, Alan Marenco
- Infographie : Maurine Starkey, Mike Provenza, Laura Bowen, Cyrus Lum, Fred Butts, Daniel Colon Junior
- Test : John Kirk, Jeff Shotwell, Mike Gilmartin, Glen Cureton, Phil Alne, Erik Flom
- Musique : George Sanger, Dave Govett

## Accueil
| Death Knights of Krynn |      |       |
| Média                  | Pays | Notes |
| Amiga Action           | GB   | 86 %  |
| Amiga Power            | GB   | 60 %  |
| CU Amiga               | GB   | 88 %  |
| Dragon                 | US   | 5/5   |
| Gen4                   | FR   | 82 %  |
| Joystick               | FR   | 75 %  |

Au total, 61 958 copies du jeu sont vendues par Strategic Simulations.
Rétrospectivement, la journaliste Scorpia du magazine Computer Gaming World note que cette première suite de Champions of Krynn reste centré sur hack 'n' slash et qu’elle est très linéaire, atteindre le boss final – le seigneur Soth – nécessitant de progresser dans le jeu étape-par-étape. Elle estime en revanche que le jeu offre suffisamment de quêtes annexes pour permettre au joueur de dévier de la trame principale, grâce notamment à deux zones spéciales qui deviennent accessible après avoir vaincu Soth.